# Maggie Simpson in The Force Awakens From Its Nap
Maggie Simpson in The Force Awakens From Its Nap (Brasil: Maggie Simpson em O Despertar com Força da Soneca) é um curta-metragem crossover animado norte-americano de ficção científica de 2021, um especial do serviço de streaming Disney+ em comemoração ao "Dia de Star Wars" ("May the 4th"), que une as aclamadas franquias Star Wars e Os Simpsons em uma aventura de Maggie Simpson, com roteiro de Michael Price, Al Jean (showrunner dos Simpsons) e Joel H. Cohen (produtor executivo), direção de David Silverman e produção de Gracie Films e 20th Television.
Este é o terceiro especial dedicado a Maggie Simpson após "The Longest Daycare" (2012) "Playdate with Destiny" (2020). Mas é o primeiro como um crossover com outra franquia.

## Enredo
Segue o enredo, na creche Jabba's Hut Jedi na cidade de Springfield, onde Maggie Simpson está em busca de uma chupeta roubada, enfrentando padawans, sith, androides familiares, rebeldes e uma batalha final contra o lado negro e o arqui-inimigo bebê Gerald.